# Conferência Socialista de Zimmerwald
A Conferência Internacional Socialista em Zimmerwald foi uma reunião do movimento internacional socialista, realizada  na pequena aldeia de Zimmerwald, Suíça, de 5 a 8 de setembro de 1915, durante a Primeira Guerra Mundial.

## Histórico

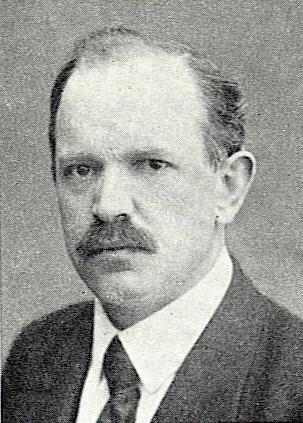
Robert Grimm, líder dos Centristas

Após a falência da Segunda Internacional, motivada pela quebra de unidade do movimento socialista ante a Guerra que eclodira em 1914, e que levou à formação das tendências conflitantes naquele movimento, os partidos socialistas italiano e suíço convocaram, em setembro de 1915, uma Conferência que se realizou na aldeia de Zimmerwald, Suíça, e da qual participaram 37 delegados representantes da Alemanha, França, Itália, Rússia, Holanda, Suécia, Bulgária, Suíça, Polônia, Romênia e Noruega.
A Conferência reuniu as tendências Internacionalista Revolucionária (liderada por Lenin) e Centrista (liderada por Robert Grimm), sendo esta última quantitativamente majoritária.
A questão mais polêmica discutida na Conferência foi em relação à guerra (I Guerra Mundial). Os internacionalistas desejavam que o proletariado fosse orientado a protestar contra a guerra, negando-se a participar do esforço bélico de todas as nações envolvidas no conflito, enquanto os centristas propunham apenas uma declaração de pacifismo.
Outro ponto de discórdia foi a questão da Segunda Internacional, que Robert Grimm desejava que fosse reativada, enquanto Lenin defendia o seu rompimento definitivo.

## Moções aprovadas
Após muitos debates, a Conferência aprovou as seguintes moções:
- Mobilização do proletariado mundial para lutar contra o imperialismo e a guerra;
- Criação  da Comissão Socialista Internacional (CSI), para dar prosseguimento aos trabalhos iniciados na Conferência;
- Condenação dos líderes da Segunda Internacional como traidores do proletariado;
- Manifestação de solidariedade 
  - aos deputados bolcheviques da Duma, exilados na Sibéria;
  - a Karl Liebknecht, Rosa Luxemburgo e Clara Zetkin;
  - a todos o que estavam sendo perseguidos por se manifestarem contra a guerra.

## Participantes destacados
- Lenine
- Grigori Zinoviev
- Karl Radek
- Leon Trotsky
- Jules Guesde
- Gustave Hervé
- Emile Vandervelde
- Friedrich Ebert
- Karl Liebknecht
- Rosa Luxemburgo
- Léon Jouhaux
- Alphonse Merrheim
- Pierre Monatte